# Mervyn King (darter)
Mervyn King (Ipswich, 15 maart 1966) is een Engelse dartsspeler. Hij stapte in februari 2007 van de BDO over naar de rivaliserende PDC. 
Al op 12-jarige leeftijd gooide The King zijn eerste pijltjes richting het bord. Zijn debuut op de prestigieuze Embassy, het hoogst haalbare toneel in de dartssport maakte hij in 1997, waar hij direct een recordaantal van dertig 180's gooide, de hoogst haalbare score met drie darts. In datzelfde debuutjaar bereikte hij tevens de halve finale.
Sindsdien ging hij door het leven als een van de grote mannen in het BDO-circuit, langere tijd een van de twee toonaangevende bonden in de sport. Op ieder toernooi waaraan hij in die jaren meedeed behoorde hij tot de grote favorieten voor de eindzege, echter zijn eerste grandslamtitel (de Winmau World Masters) behaalde hij pas in 2004, waarna de resultaten en overwinningen zich in een nog rapper tempo opstapelden. In 2005 bereikte hij zijn hoogtepunt tot nu toe in zijn carrière, door in Nederland de finale van de International Darts League te winnen van zijn landgenoot Tony O'Shea.
Op 11 december 2005 won King in Egmond aan Zee de Leendesk Masters door in een spannende finale met 5-4 te winnen van zijn landgenoot Martin Adams.
Het enige en tevens meest prestigieuze BDO toernooi dat King niet wist te winnen is de Embassy (later Lakeside geheten). In zowel 2002 als 2004 was de Engelsman in Frimley Green dicht bij de eindzege maar sneuvelde hij beide malen in de finale. In 2007 verloor in de halve finale met 6-5 tegen de latere winnaar en nieuwbakken wereldkampioen Martin Adams.
Mervyn King betreedt altijd het strijdtoneel onder het nummer "King of Kings" van Motörhead.
King, momenteel woonachtig in Bradwell, is een liefhebber van Reggae muziek en van Chinees eten. In zijn vrije tijd bezoekt Merv the Swerv regelmatig een golfbaan of gaat hij vissen.
In 2009 deed King mee aan de prestigieuze Premier League Darts. Dit na een uitstekend Ladbrokes World Darts Championship 2009. Hij bereikte daarin de halve finale, waarin hij Phil Taylor met 10-6 in legs te sterk af was. Het lukte hem niet de titel binnen te slepen, want James Wade versloeg hem in de finale met 13-8. Op 14 oktober 2012 stond hij in de finale van de World Grand Prix in Dublin. King verloor uiteindelijk van Michael van Gerwen met 6-4 in sets. Bij de PDC World Darts Championship 2013 werd hij verrassend genoeg al in de eerste ronde uitgeschakeld, waar hij op dat moment als veertiende was geplaatst en verloor van Dean Winstanley.

## Gespeelde finales hoofdtoernooien
BDO 
| Resultaat | Nr. | Jaar | Kampioenschap                | Tegenstander          | Score   | Variant |
| Runner-up | 1.  | 2000 | Winmau World Masters         | John Walton           | 2 – 3   | Sets    |
| Runner-up | 2.  | 2002 | BDO World Darts Championship | Tony David            | 4 – 6   | Sets    |
| Runner-up | 3.  | 2002 | Zuiderduin Masters           | Tony David            | 4 – 6   | Sets    |
| Runner-up | 4.  | 2003 | International Darts League   | Raymond van Barneveld | 5 – 8   | Sets    |
| Runner-up | 5.  | 2003 | World Darts Trophy           | Raymond van Barneveld | 2 – 6   | Sets    |
| Runner-up | 6.  | 2003 | Zuiderduin Masters           | Raymond van Barneveld | 1 – 6   | Sets    |
| Runner-up | 7.  | 2004 | BDO World Darts Championship | Andy Fordham          | 3 – 6   | Sets    |
| Winnaar   | 8.  | 2004 | Winmau World Masters         | Tony O'Shea           | 7 – 6   | Sets    |
| Winnaar   | 9.  | 2005 | International Darts League   | Tony O'Shea           | 13 – 11 | Sets    |
| Runner-up | 10. | 2005 | World Darts Trophy           | Gary Robson           | 4 – 6   | Sets    |
| Winnaar   | 11. | 2005 | Zuiderduin Masters           | Martin Adams          | 5 – 4   | Sets    |

PDC
| Resultaat | Nr. | Jaar | Kampioenschap               | Tegenstander       | Score   | Variant |
| Runner-up | 1.  | 2008 | Championship League Darts   | Phil Taylor        | 5 – 7   | Legs    |
| Runner-up | 2.  | 2009 | Premier League Darts        | James Wade         | 8 – 13  | Legs    |
| Runner-up | 3.  | 2010 | Players Championship Finals | Paul Nicholson     | 11 – 13 | Legs    |
| Runner-up | 4.  | 2012 | World Grand Prix            | Michael van Gerwen | 4 – 6   | Sets    |
| Runner-up | 5.  | 2014 | The Masters                 | James Wade         | 10 – 11 | Legs    |
| Runner-up | 6.  | 2020 | Players Championship Finals | Michael van Gerwen | 10 – 11 | Legs    |
| Runner-up | 7.  | 2021 | The Masters                 | Jonny Clayton      | 8 – 11  | Legs    |

## Resultaten op Wereldkampioenschappen

### BDO
- 1997: Halve finale (verloren van Les Wallace met 3-5)
- 1998: Laatste 16 (verloren van Ted Hankey met 0-3)
- 1999: Laatste 32 (verloren van Andy Fordham met 2-3)
- 2000: Kwartfinale (verloren van Co Stompé met 2-5)
- 2001: Laatste 16 (verloren van  John Walton met 0-3)
- 2002: Runner-up (verloren van Tony David met 4-6)
- 2003: Halve finale (verloren van Raymond van Barneveld met 2-5)
- 2004: Runner-up (verloren van Andy Fordham met 3-6)
- 2005: Laatste 16 (verloren van André Brantjes met 2-3)
- 2006: Laatste 16 (verloren van Jelle Klaasen met 2-4)
- 2007: Halve finale (verloren van Martin Adams met 5-6)

### WDF
- 1999: Halve finale (verloren van Raymond van Barneveld met 3-4)
- 2001: Halve finale (verloren van Martin Adams met 3-4)
- 2003: Laatste 16 (verloren van Jarkko Komula met 3-4)
- 2005: Halve finale (verloren van Per Laursen met 3-4)

### PDC
- 2008: Laatste 32 (verloren van Roland Scholten met 2-4)
- 2009: Halve finale (verloren van Phil Taylor met 2-6)
- 2010: Laatste 32 (verloren van Co Stompé met 2-4)
- 2011: Laatste 32 (verloren van Andy Smith met 3-4)
- 2012: Laatste 32 (verloren van Michael van Gerwen met 1-4)
- 2013: Laatste 64 (verloren van Dean Winstanley met 2-3)
- 2014: Laatste 16 (verloren van Adrian Lewis met 1-4)
- 2015: Laatste 64 (verloren van Max Hopp met 2-3)
- 2016: Laatste 32 (verloren van Jelle Klaasen met 2-4)
- 2017: Laatste 32 (verloren van  Michael Smith met 3-4)
- 2018: Laatste 64 (verloren van Zoran Lerchbacher met 2-3)
- 2019: Laatste 32 (verloren van Brendan Dolan met 2-4)
- 2020: Laatste 32 (verloren van Simon Whitlock met 1-4)
- 2021: Laatste 16 (verloren van Gerwyn Price met 1-4)
- 2022: Kwartfinale (verloren van James Wade met 0-5)
- 2023: Laatste 32 (verloren van Rob Cross met 1-4)

### WSD (Senioren)
- 2025: Laatste 28 (verloren van Derek Coulson met 1-3)

## Resultaten op de World Matchplay
- 2007: Kwartfinale (verloren van James Wade met 11-16)
- 2008: Laatste 32 (verloren van Colin Osborne met 7-10)
- 2009: Halve finale (verloren van Phil Taylor met 6-17)
- 2010: Laatste 32 (verloren van Jelle Klaasen met 4-10)
- 2011: Laatste 32 (verloren van Justin Pipe met 6-10)
- 2012: Laatste 32 (verloren van Phil Taylor met 8-10)
- 2013: Laatste 32 (verloren van Gary Anderson met 5-10)
- 2014: Laatste 16 (verloren van Adrian Lewis met 8-13)
- 2015: Laatste 32 (verloren van Andrew Gilding met 8-10)
- 2016: Kwartfinale (verloren van Phil Taylor met 14-16)
- 2017: Laatste 32 (verloren van Dave Chisnall met 7-10)
- 2018: Laatste 32 (verloren van Rob Cross met 5-10)
- 2019: Kwartfinale (verloren van Michael Smith met 11-16)
- 2021: Laatste 32 (verloren van Nathan Aspinall met 6-10)